# 雲浜村
雲浜村（うんぴんむら）は、福井県遠敷郡にあった村。現在の小浜市中心部に北接する、南川・北川・多田川の河口周辺にあたる。

## 地理
- 海洋 ： 小浜湾
- 河川 ： 南川、北川

## 歴史
- 1889年（明治22年）4月1日 - 町村制の施行により、西津村、竹原村の区域及び上竹原村の区域の大部分（後の丸山の区域を除く。）の区域をもって、雲浜村が発足する。
- 1935年（昭和10年）4月1日 - 小浜町と合併。

## 経済

### 産業
農業
『大日本篤農家名鑑』によれば雲浜村の篤農家は、「井関瀧谷、櫻井昭三、中石政久、河野直二郎、山田正隆」などがいた。

## 出身・ゆかりのある人物
- 井田完二（内務官僚）
- 添田敬一郎（内務官僚、衆議院議員）[2]
- 古河力作（犯罪者）
- 平井政遒（医師）